# Melvinmania: Best of the Atlantic Years 1993–1996
Melvinmania: The Best of the Atlantic Years 1993-1996 es un álbum de grandes éxitos de Melvins, fue lanzado el 16 de septiembre de 2003 por la discográfica Atlantic Records. Las pistas de 1 a 5 son sacados del álbum de 1993 Houdini, de 6 a 10 son sacadas de Stoner Witch de 1994, mientras que de 11 a 15 pertenecen al álbum Stag de 1996.
Las notas que trae el álbum a veces son incorrectas, por ejemplo: "... su viejo amigo Kurt Cobain fue productor (...) y tocó la batería en algunas pistas..." en realidad Cobain solo tocó percusión en "Spread Eagle Beagle" (Houdini). Este álbum no fue sancionado por la banda.

## Lista de canciones
1. "Hooch" (Melvins) – 2:53
2. "Lizzy" (Melvins) – 4:47
3. "Honey Bucket" (Melvins) – 2:44
4. "Set Me Straight" (Melvins) – 2:27
5. "Pearl Bomb" (Melvins) – 2:49
6. "Queen" (Crover/Osborne) – 3:09
7. "Sweet Willy Rollbar" (Osborne) – 1:30
8. "Revolve" (Deutrom/Osborne) – 4:45
9. "Roadbull" (Crover/Deutrom/Osborne) – 3:27
10. "June Bug" (Deutrom/Osborne) – 2:02
11. "The Bit" (Crover/Osborne) – 4:45
12. "Bar-X-the Rocking M" (Crover/Deutrom/Osborne) – 2:25
13. "Tipping the Lion" (Osborne) – 3:30
14. "Black Bock" (Osborne) – 2:44
15. "Berthas" (Osborne) – 1:24[4]

## Videos musicales mejorados
- "Honey Bucket"
- "Revolve"
- "Bar-X-the Rocking M"

## Personal
- Dale C - Batería
- King B - Voz, Guitarra
- Lorax - Bajo (en pistas de 1 a 5)
- Mark D - Bajo (en pistas de 6 a 15)